# Orlando Smith
Daniel Orlando Smith, OBE (Tortola, 28 agosto 1944), è un politico anglo-verginiano, ex primo ministro delle Isole Vergini Britanniche.
Ha avuto le funzioni di Chief Minister delle Isole Vergini Britanniche (questa era la denominazione prima del cambio della costituzione del 2007) dal 2003 al 2007. È stato il primo ad assumere questa carica quando il suo partito vinse le elezioni nel 2003.
Orlando Smith è un medico, specializzato in ostetricia e fu il medico di riferimento del territorio per molti anni prima e dopo il suo impegno attivo in politica. Iniziò la carriera politica relativamente tardi, fu eletto al Consiglio Legislativo delle Isole Vergini Britanniche (ora chiamato House of Assembly) alle elezioni del 1999, a capo della nuova formazione politica chiamata Partito Nazionaldemocratico (PND). Nel 2003 Smith come leader del NDP porta il partito alla vittoria delle elezioni, divenendo il partito di riferimento delle Isole Vergini Britanniche.